# Glycaspis collina
Glycaspis collina är en insektsart som beskrevs av Moore 1970. Glycaspis collina ingår i släktet Glycaspis och familjen rundbladloppor. Inga underarter finns listade i Catalogue of Life.